# St. Martin und St. Maria Magdalena (Obertaufkirchen)

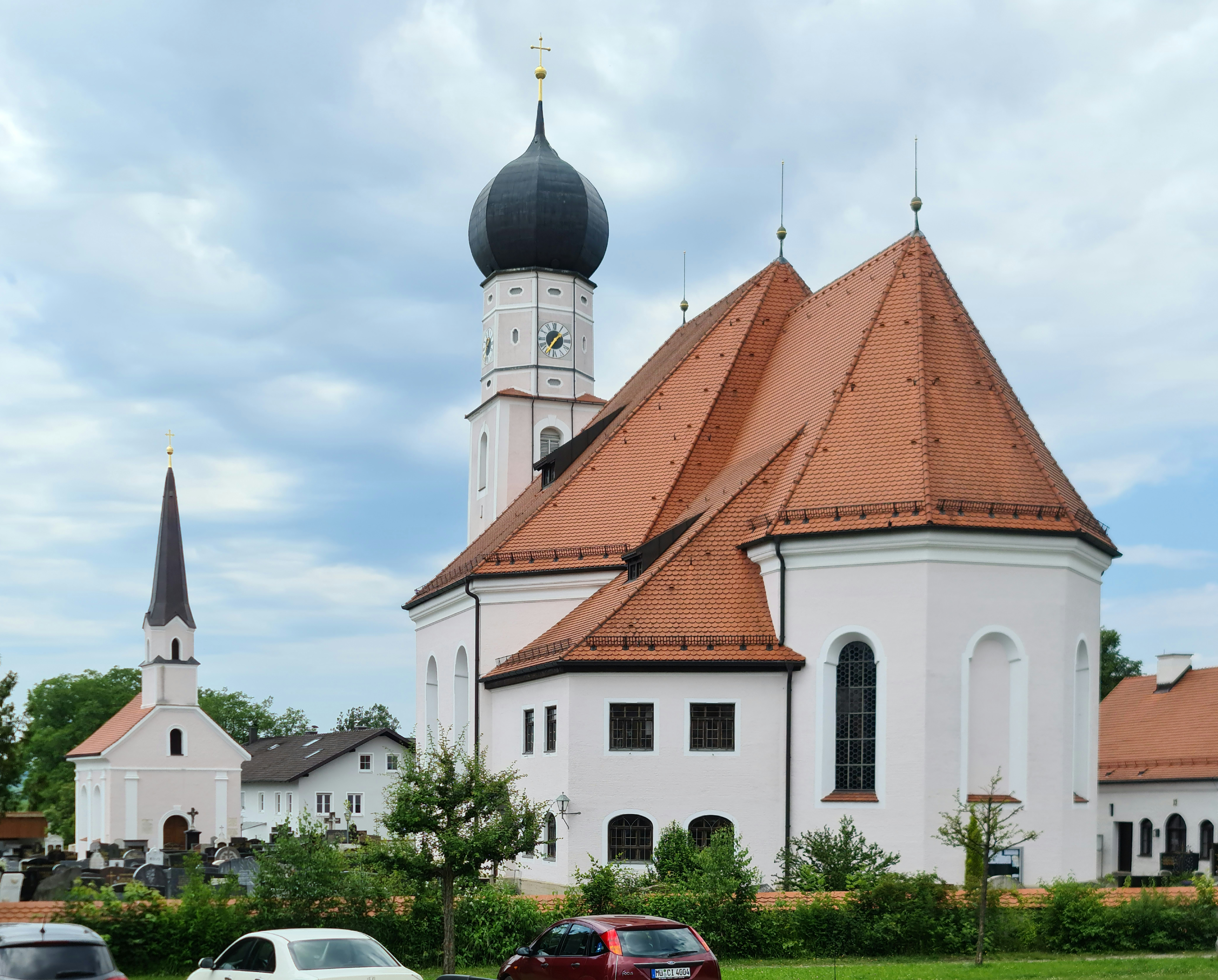
St. Martin und St. Maria Magdalena in Obertaufkirchen

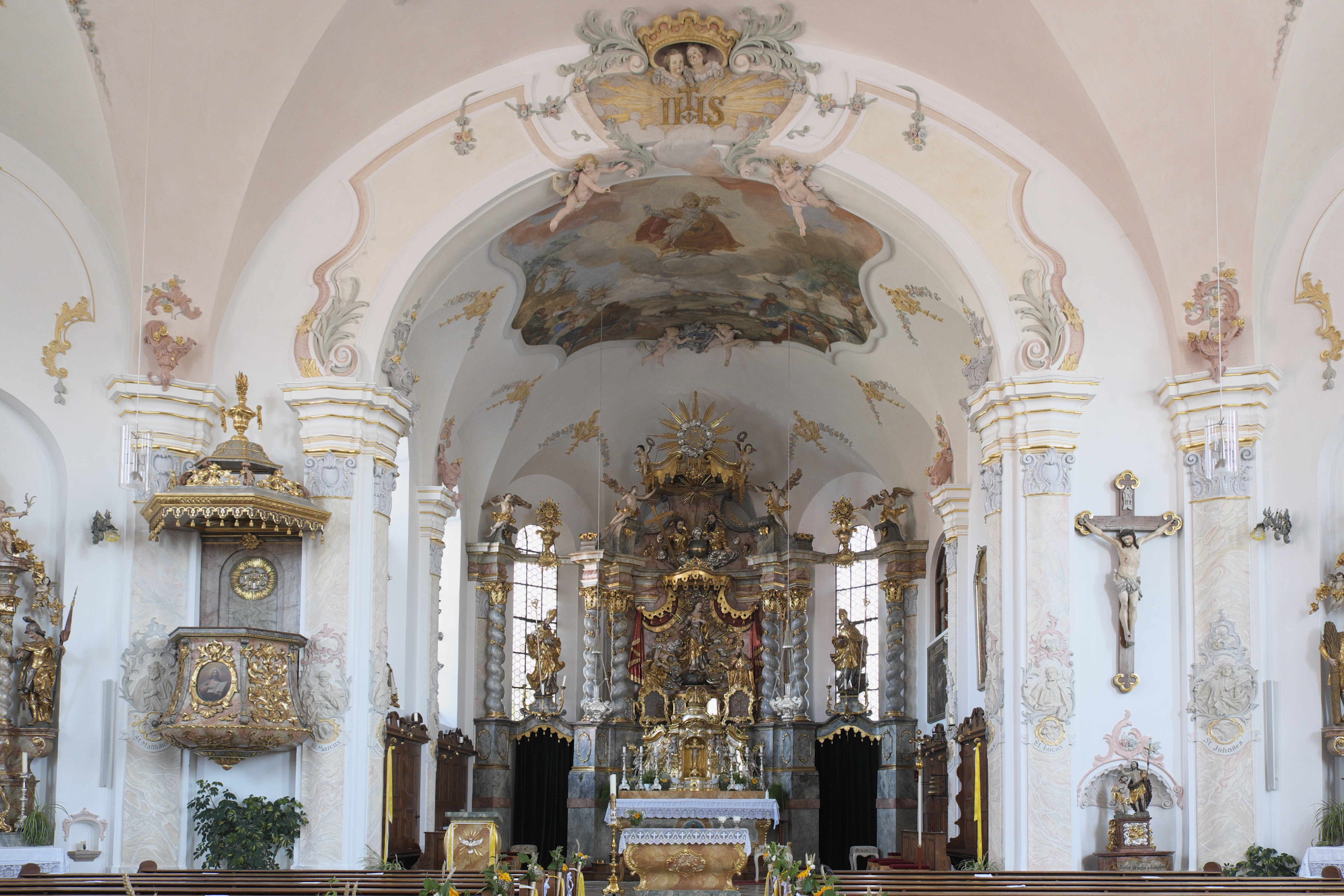
Innenraum

Die römisch-katholische Pfarrkirche St. Martin und St. Maria Magdalena steht in Obertaufkirchen, einer Gemeinde im oberbayerischen Landkreis Mühldorf am Inn. Sie ist in der Liste der Baudenkmäler in Obertaufkirchen unter der Nr. D-1-83-135-1 eingetragen. Die Kirche gehört zum Dekanat Mühldorf im Erzbistum München und Freising.

## Geschichte
Schon im  8. Jahrhundert ist eine Holzkirche in Obertaufkirchen nachweisbar. Die vermutlich baufällig gewordene Holzkirche wurde in der ersten Hälfte des 12. Jahrhunderts durch einen Steinbau ersetzt. Um 1150 wurde eine romanischen Kirche fertiggestellt. Im 15. Jahrhundert wurde das Gebäude vergrößert und gotisiert, was noch an einigen Ornamenten im hinteren Kirchenteil erkennbar ist. 1777 wurde die Kirche im zeitgemäßen Stil umgestaltet. Gegen Ende des 19. Jahrhunderts wurde die Pfarrkirche zu klein. Franziskus von Bettinger genehmigte daher 1910 entsprechende Umbaupläne. Am 18. Oktober 1911 wurde die umgebaute Kirche eingeweiht.

## Beschreibung
Vom 1777 barockisierten romanischen Vorgängerbau sind nur das Langhaus und die unteren Geschosse des Kirchturms erhalten. Nach Osten wurden 1910/11 nach einem Entwurf von Joseph Elsner senior im neobarocken Stil ein neues achteckiges Langhaus anstelle des abgebrochenen alten Chors, ein neuer dreiseitig geschlossener Chor und eine Sakristei an der Südwand des Chors mit einem Oratorium im Obergeschoss angebaut.
Der Innenraum des neuen Langhauses ist mit einem Gewölbe aus Rabitz überspannt. Den Stuck schuf Anton Kaindl. Die Deckenmalerei hat Anton Ranzinger ausgeführt. Der Hochaltar von 1781 wurde 1911 von Joseph Elsner senior überarbeitet.

## Orgel

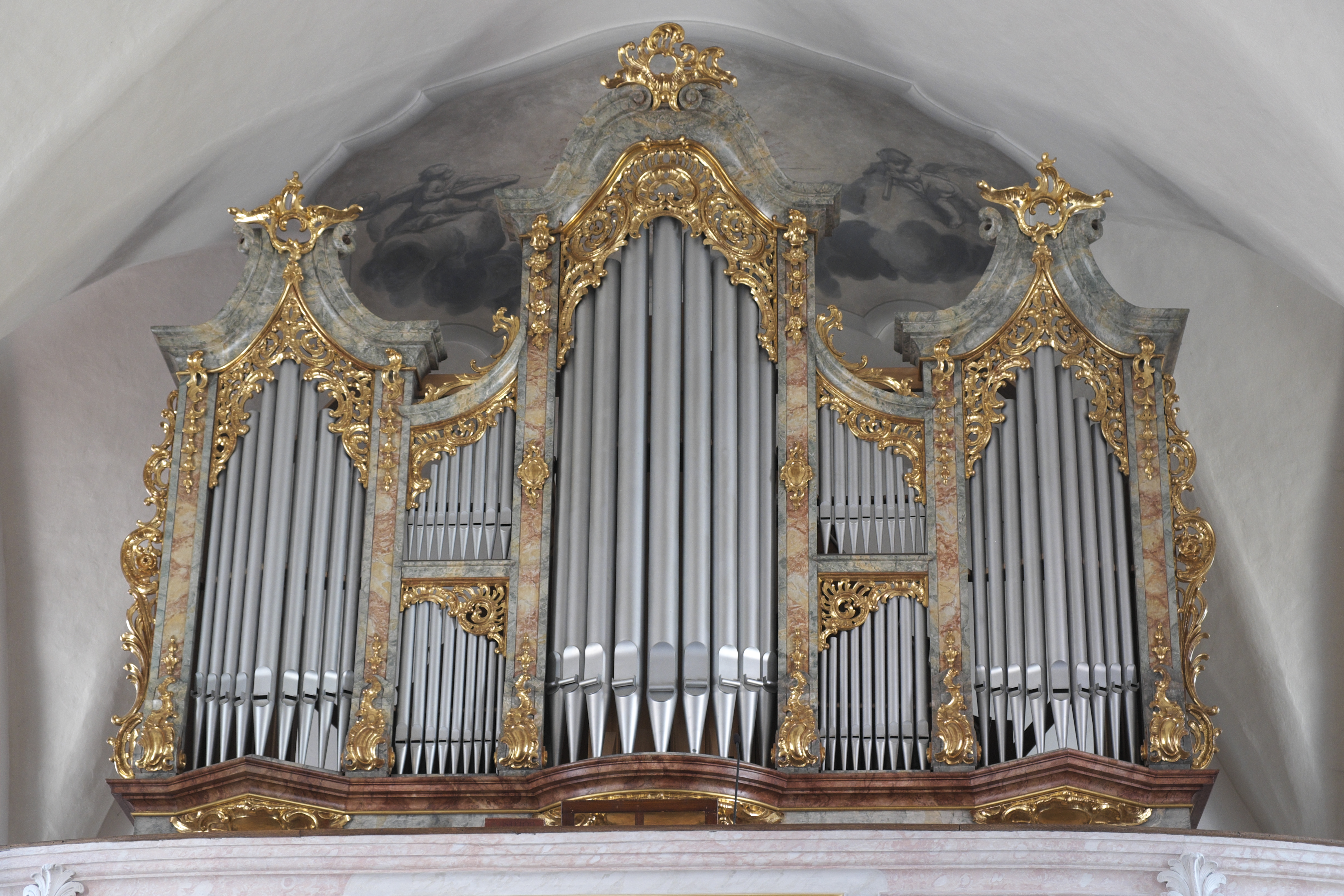
Orgel

Bereits um 1786 war eine Orgel nachweisbar. 1822 baute Ludwig Ehrlich aus Moosburg ein neues Instrument, welches 1862 durch einen Neubau von Max Maerz ersetzt wurde. Das rein mechanische Kegelladen-Werk mit einem freistehenden Spieltisch umfasste 16 Register auf zwei Manualen und Pedal. Im Zuge der Kirchenerweiterung baute die Orgelbauwerkstatt Behler & Waldenmaier das Instrument weitgreifend um, pneumatisierte und erweiterte es geringfügig und schuf den Neurokokoprospekt. 1970 wurde die Orgel nach dem damaligen Musikgeschmack klanglich neobarock umgestaltet und geringfügig erweitert. Diese Änderungen wurden 2012 durch Frenger & Eder revertiert. Die Disposition lautet heute:
| I. Manual C–f3 |       |
| Bourdon        | 16′   |
| Prinzipal      | 8′    |
| Gedackt        | 8′    |
| Gamba          | 8′    |
| Dolce          | 8′    |
| Octav          | 4′    |
| Traversflöte   | 4′    |
| Mixtur III     | 2 ⁄3′ |

| II. Manual C–f3 |    |
| Geigenprincipal | 8′ |
| Flöte           | 8′ |
| Liebl. Gedeckt  | 8′ |
| Salicional      | 8′ |
| Vox coelestis   | 8′ |
| Fugara          | 4′ |

| Pedal C–d1 |     |
| Subbass    | 16′ |
| Violon     | 16′ |
| Octavbass  | 8′  |

- Koppeln: II/I, Super I, Subo II/I, Super II/I, I/P, II/P
- Spielhilfen: Feste Kombinationen: Piano, Forte, Tutti

## Glocken
Im Turm befinden sich fünf Läuteglocken, die im erweiterten Idealquartett erklingen. Oberhalb der Ebene des Stahlglockenstuhls hängt noch eine historische Glocke, die nicht mehr verwendet wird.
| Glocke | Name                    | Gussjahr | Glockengießer   | Durchmesser | Masse   | Schlagton | Material | Inschrift |
| ------ | ----------------------- | -------- | --------------- | ----------- | ------- | --------- | -------- | --- |
| 1      | Christus                | 1947     | Bochumer Verein | 1887 mm     | 2700 kg | h0        | Stahl    | CHRISTUS GESTERN HEUTE IN EWIGKEIT B.V.G. 1947 / GESTIFTET VON DER PFARRGEMEINDE OBERTAUFKIRCHEN              |
| 2      | Regina Pacis            | 1947     | Bochumer Verein | 1681 mm     | 1900 kg | cis1      | Stahl    | AVE MARIA / MARIA REGINA PACIS / GESTIFTET VON DEN ANGEHÖRIGEN DER KRIEGER 1939 - 45                          |
| 3      | Martin und Magdalena    | 1947     | Bochumer Verein | 1414 mm     | 1150 kg | e1        | Stahl    | ZU EHREN DER HL. KIRCHENPATRONE MARTINUS UND MAGDALENA B.V.G. 1947 / GESTIFTET VON DEN HEIMGEKEHRTEN KRIEGERN |
| 4      | Antonius und Franziskus | 1947     | Bochumer Verein | 1260 mm     | 800 kg  | fis1      | Stahl    | ST. ANTONIUS ST. FRANZISKUS                                                                                   |
| 5      | Michael                 | 1947     | Bochumer Verein | 1059 mm     | 460 kg  | a1        | Stahl    | MICHAEL |
| 6      | ---                     | 1486     | Meister Andreas | ---         | ---     | fis2      | Bronze   | O REX GLORIE VENI CUM PACE ANNO DOMN M CCCCLXXXVI JAR MAISTER ANDRE                                           |